# Centro Cultural Quinta Teresa

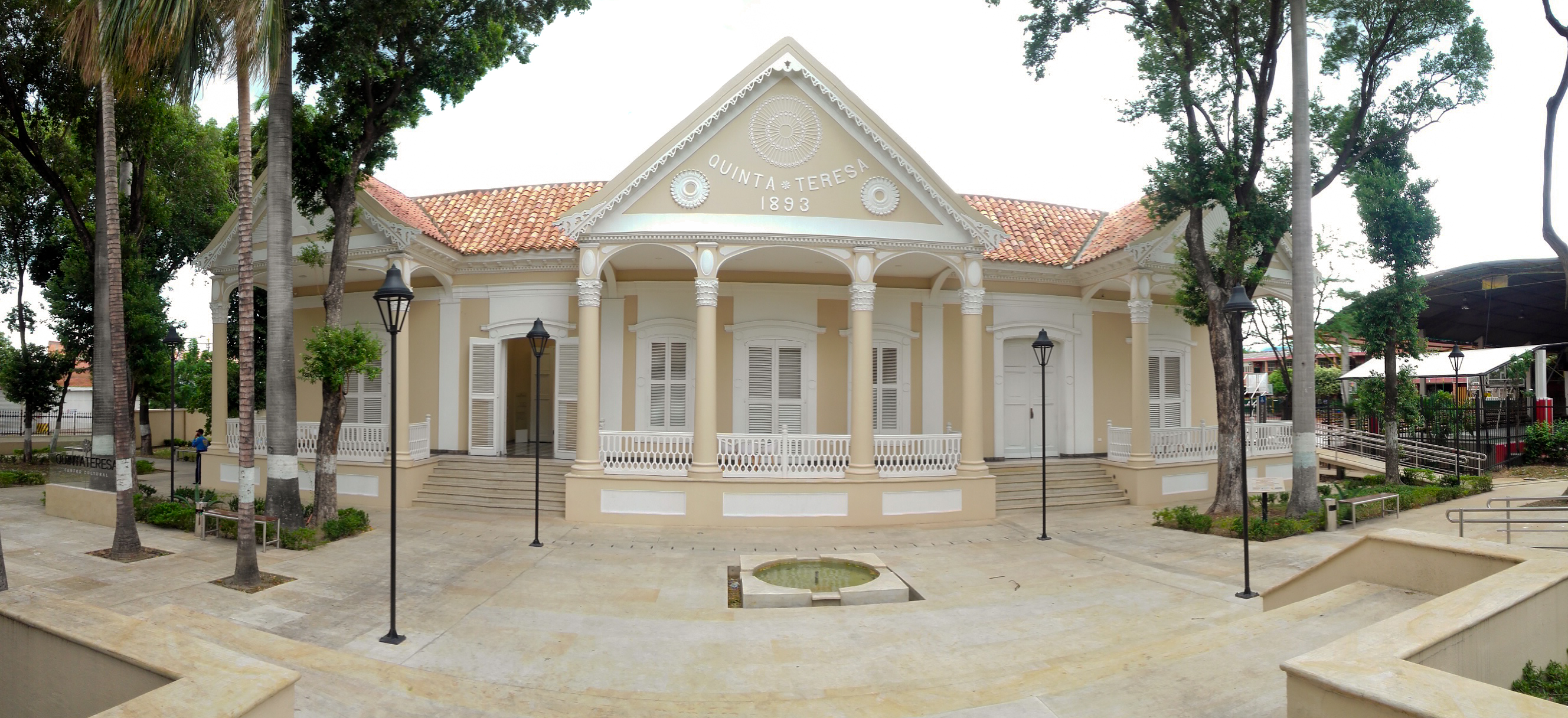
Foto a mediados de 2016.

El Centro Cultural Quinta Teresa es un centro cultural ubicado en la ciudad de Cúcuta, Colombia. Fue originalmente una casa colonial erigida en 1893, la cual se construyó inicialmente para servir como sucursal de la Sociedad mercantil "Andresen Möller y Cía Ltda" y residencia del comerciante danés, Andresen Möller y su esposa, la cucuteña María Teresa Briceño.
En ella funcionó el Colegio Sagrado Corazón de Jesús durante gran parte del siglo XX y primeros años del siglo XXI. Fue declarada Bien de Interés Cultural de la Nación según el Decreto 2007 del 5 de noviembre de 1996.

## Historia
A finales del año 1883 fue establecida en Cúcuta la Sociedad Mercantil Andresen Möller y Cía Ltda., por los señores Cristian Andresen Möller y Werner Steinworth la cual empezaría a funcionar en enero del año 1884.
El 4 de agosto de 1887 fueron adquiridos los terrenos por la cucuteña María Teresa Florencia Briceño, esposa del comerciante danés Cristian Andresen Möller, correspondiente a la manzana comprendida por las calles 15 y 16 y avenidas 3ª y 4ª.
La “Quinta Teresa“ fue inaugurada en 1893 construida en la esquina de la avenida 4ª con calle 15, con doble propósito, como sucursal de la casa comercial de la sociedad mercantil “Andresen Möller y Cía Ltda.” en sus salones hacia la avenida 4ª, y en su parte interna como residencia de los esposos Andresen Möller.  
Fue construida por el ingeniero Domingo Díaz, pero varios historiadores no descartan la idea de que algunas personas, entre ellas el mismo Cristian, influenciadas por la arquitectura europea hayan colaborado con el ingeniero diseñador y constructor, esto se puede observar en la mezcla de diferente corrientes arquitectónicas que tiene la fachada principal lo que hacen de ella una construcción única.
Como dedicatoria a su esposa Teresa y motivado por el profundo amor hacia ella, Cristian Andresen Möller mandó a colocar el nombre Quinta Teresa en el  frontispicio.
El 11 de agosto de 1926 Teresa Briceño de Andresen Möller, vende a mitad de precio al departamento Norte de Santander los terrenos y casa de su propiedad para que se dedicase únicamente como local para la enseñanza departamental, por lo que se asignó como sede al colegio departamental Sagrado Corazón de Jesús.
En el 2002 fue necesario desalojar de la Quinta Teresa, las oficinas y la comunidad estudiantil del colegio, por los riesgos que presentaba su deterioro debido al paso del tiempo, la falta de mantenimiento adecuado, e intervenciones no afortunadas que alteraron su integridad.

## Restauración
La "Quinta Teresa" fue remodelada casi en su totalidad mediante un fondo común entre el Ministerio de Cultura, en representación del Gobierno Nacional, y el departamento de Norte de Santander. El costo del proyecto fue de 3.700 millones de pesos, de los cuales 1.280 millones fueron aportados por el departamento. Las obras de remodelación se iniciaron a principios de 2012 y terminaron en diciembre de 2014.
Se realizaron obras de consolidación estructural en cimientos y muros de bahareque; el mantenimiento y terminación de las obras de cubierta; la conformación del patio central con la ejecución de pilares nuevos de madera, así como la instalación de la cubierta en los corredores internos con estructura de madera y cama de caña.
También se llevó a cabo la restauración y mantenimiento de los acabados arquitectónicos y ornamentales del edificio incluida la de la reja exterior original que rodea el predio; las obras exteriores de terrazas, jardines, rampas, escaleras, jardines y zona de parqueadero, y las de adecuación funcional como baños, actualización de redes eléctricas, sanitarias, de red de voz y datos, entre otros.
El presidente de la República Juan Manuel Santos realizó un acto de apertura simbólica el 6 de febrero de 2015 en el que asistieron importantes figuras políticas a nivel local y nacional. Ese día, el presidente destacó la importancia histórica y cultural de la edificación e instó al gobierno local a proveer los medios para su debida preservación.